# ستيفن مارشال (صحفي)
ستيفن مارشال هو صحفي كندي، (و. 1843  م).

## وصلات خارجية
- ستيفن مارشال على موقع IMDb (الإنجليزية)
- ستيفن مارشال على موقع قاعدة بيانات الفيلم (الإنجليزية)